# Volcán Barú
Der Volcán Barú (auch Volcán de Chiriqui) ist mit einer Höhe von 3474 m der höchste Berg Panamas.
Er ist ein ruhender Vulkan südlich der kontinentalen Wasserscheide in der Provinz Chiriquí. Umgeben ist er von fruchtbarem Hochland, von dem die Flüsse Chiriquí und Caldera abfließen. Die Städte Volcán und Cerro Punta liegen im Westen des Vulkans, Bajo Boquete im Osten. Der Dreitausender ist Teil des Nationalparks Parque Nacional Volcán Barú.
Die letzte größere Eruption fand etwa im Jahr 700 statt. Die ersten Berichte über eine kleinere Eruption gehen auf die Jahre um 1550 zurück.
Einige historische Eruptionen wurden mit Hilfe der Radiokohlenstoffmethode datiert. Bekannte Ausbrüche: 9280 v. Chr. ± 30 Jahre, 7420 v. Chr. ± 75 Jahre, 1270 v. Chr. ± 100 Jahre, 260 ± 150 Jahre, 710 ± 30 Jahre, 1130 ± 150 Jahre sowie 1340 ± 75 Jahre.
Aufgrund der relativ kleinen Nord-Süd-Ausdehnung Panamas und der Höhe des Vulkans kann man an klaren Tagen vom Gipfel aus sowohl den Pazifischen Ozean als auch das karibische Meer sehen.